# Aulacoserica hulstaerti
Aulacoserica hulstaerti är en skalbaggsart som beskrevs av Louis Burgeon 1943. Aulacoserica hulstaerti ingår i släktet Aulacoserica och familjen Melolonthidae. Inga underarter finns listade.